# Honda SFX
Honda SFX – skuter produkcji japońskiej. Produkowany był w  wariantach kolorystycznych: granatowym (R209R), srebrnym (YR125M), czerwonym (110R), czarnym (NH186R), Niebieskim. Występują dwie wersje skutera: z lampą na przedniej owiewce i z lampą na kierownicy.

## Dane techniczne
- Silnik: jednocylindrowy, dwusuwowy, chłodzony powietrzem
- Pojemność: 49 cm3
- Moc: 4-6 KM
- Masa: 73 kg
- Koła: 10-cali
- Hamulce: przód - tarczowe, tył-bębnowe
- Zbiornik: 5.5l
- Wysokość siedzenia: 755 mm
- Wymiary: dług. - 1720; szer. - 635; wys. - 1065 [mm]
- Osiągi: 55-60 km/h (70 km/h bez blokady - blokada na module)